# Belfast (Nueva York)
Belfast es un municipio situado en el condado de Allegany, estado de Nueva York, Estados Unidos. Tiene una población estimada, a mediados de 2022, de 1621 habitantes.

## Geografía
La localidad está ubicada en las coordenadas 42°17′55″N 78°08′06″O / 42.29861, -78.13500 (42.298504, -78.134988).

## Demografía
Según el censo de 2000, en ese momento los ingresos medios de los hogares de la localidad eran de $30,909 y los ingresos medios de las familias eran de $40,000. Los hombres tenían ingresos medios por $31,473 frente a los $21,971 que percibían las mujeres. Los ingresos per cápita para la localidad eran de $15,803. Alrededor del 19.4% de la población estaba por debajo de la línea de pobreza.
De acuerdo con la estimación 2017-2021 de la Oficina del Censo, los ingresos medios de los hogares de la localidad son de $57,604 y los ingresos medios de las familias son de $75,761. Alrededor del 14.7% de la población está por debajo de la línea de pobreza.